# Liste des conjoints des souverains de Portugal
Au cours de son histoire, le Portugal n’a eu que deux souveraines en titre : Marie Ire de Portugal et Marie II de Portugal (auxquelles on pourrait ajouter Béatrice de Portugal). Le titre de reine, cependant, s'est appliqué indifféremment également aux épouses des rois. Le royaume a connu également trois princes consorts, Pierre III de Portugal, Ferdinand II de Portugal et Auguste de Leuchtenberg. Pierre III et Ferdinand II se firent par la suite titrer roi de Portugal.

## Dynastie de Bourgogne (1139-1384)
| Portrait | Nom (dates)                           | Époux                                                                                         | Titres | Eléments biographiques |
| -------- | ------------------------------------- | --------------------------------------------------------------------------------------------- | --- | --- |
|          | Mathilde de Savoie (1125-1157)        | - Alphonse Ier de Portugal (mariage en 1146)                                                  | - Reine de Portugal (1146-1157) | - Princesse de la maison de Savoie. Fille d'Amédée III de Savoie et de Mahaut d'Albon. - Mère d'Urraque de Portugal, de Sanche Ier de Portugal et de Mathilde de Portugal.                                                                                                   |
|          | Douce d'Aragon (1159-1198)            | - Sanche Ier de Portugal (mariage en 1174)                                                    | - Reine de Portugal (1185-1198) | - Princesse de la maison de Barcelone. Fille de Raimond-Bérenger IV de Barcelone et de Pétronille d'Aragon. - Mère de Thérèse de Portugal, de Constance de Portugal, d'Alphonse II de Portugal, de Pierre de Portugal, de Ferdinand de Portugal et de Bérengère de Portugal. |
|          | Urraque de Castille (1185-1220)       | - Alphonse II de Portugal (mariage en 1206)                                                   | - Reine de Portugal (1211-1220) | - Princesse de la maison d'Ivrée. Fille d'Alphonse VIII de Castille et d'Aliénor d'Angleterre. - Mère de Sanche II de Portugal, d'Alphonse III de Portugal, d'Éléonore de Portugal et de Ferdinand de Portugal.                                                              |
|          | Mencia Lopez de Haro (1215-1270)      | - Alvaro Peres de Castro (mariage en 1227) - Sanche II de Portugal (mariage en 1245)          | - Reine de Portugal (1245-1247) | - Princesse de la Famille Haro. Fille de Lopez Diaz II de Haro et d'Urraca Alfonso de León. |
|          | Mathilde de Dammartin (1202-1259)     | - Philippe Hurepel de Clermont (mariage en 1216) - Alphonse III de Portugal (mariage en 1235) | - Comtesse de Dammartin et de Boulogne (de plein droit, 1214-1259) - Comtesse de Mortain et d'Aumale (de plein droit, 1214-1234) - Comtesse de Clermont-en-Beauvaisis (1218-1234) - Reine de Portugal (1248-1253) | - Princesse de la maison de Dammartin-en-Goële. Fille de Renaud de Dammartin et d'Ide de Lorraine. - Mère de Jeanne de Clermont. |
|          | Béatrice de Castille (1242-1303)      | - Alphonse III de Portugal (mariage en 1254)                                                  | - Reine de Portugal (1254-1279) | - Princesse de la maison d'Ivrée. Fille légitimée d'Alphonse X de Castille et de Maria de Guzman. - Mère de Blanche de Portugal, de Denis Ier de Portugal, d'Alphonse de Portugal et de Constance de Portugal.                                                               |
|          | Sainte Élisabeth d'Aragon (1271-1336) | - Denis Ier de Portugal (mariage en 1282)                                                     | - Reine de Portugal (1282-1325) | - Princesse de la maison de Barcelone. Fille de Pierre III d’Aragon et de Constance II de Sicile. - Mère de Constance de Portugal et d'Alphonse IV de Portugal. |
|          | Béatrice de Castille (1293-1359)      | - Alphonse IV de Portugal (mariage en 1309)                                                   | - Reine de Portugal (1325-1357) | - Princesse de la maison d'Ivrée. Fille de Sanche IV de Castille et de Maria de Molina. - Mère de Pierre Ier de Portugal, de Marie de Portugal et d'Éléonore de Portugal. |
|          | Inés de Castro (1325-1355)            | - Pierre Ier de Portugal (mariage secret en 1353)                                             | - Reine de Portugal (à titre posthume, 1360) | - Princesse de la maison de Castro. Fille naturelle de Pedro Fernandes de Castro et d'Aldonça Lourenço de Valadares. - Mère de Béatrice du Portugal. |
|          | Éléonore Teles de Menezes (1350-1386) | - João Lourenço de Cunha - Ferdinand Ier de Portugal (mariage en 1372)                        | - Reine de Portugal (1372-1383) | - Princesse de la Famille de Menezes. Fille de Martim Afonso Telo de Meneses et d'Aldonça Anes de Vasconcelos. - Mère de Béatrice de Portugal. |

## Dynastie d'Aviz (1385-1580)

### Branche directe (1385-1495)
| Portrait | Nom (dates)                       | Époux                                       | Titres                                                                                              | Eléments biographiques | Armoiries |
| -------- | --------------------------------- | ------------------------------------------- | --------------------------------------------------------------------------------------------------- | --- | --------- |
|          | Philippa de Lancastre (1360-1415) | - Jean Ier de Portugal (mariage en 1387)    | - Reine de Portugal (1387-1415)                                                                     | - Princesse de la maison de Lancastre. Fille de Jean de Gand et de Blanche de Lancastre. - Mère d'Édouard Ier de Portugal, de Pierre de Portugal, d'Henri de Portugal, d'Isabelle de Portugal, de Jean de Portugal et de Ferdinand de Portugal. |           |
|          | Eléonore d'Aragon (1402-1445)     | - Édouard Ier de Portugal (mariage en 1428) | - Reine de Portugal (1433-1438)                                                                     | - Princesse de la maison de Trastamare. Fille de Ferdinand Ier d'Aragon et d'Éléonore d'Albuquerque. - Mère d'Alphonse V de Portugal, de Ferdinand de Portugal, d'Aliénor de Portugal et de Jeanne de Portugal.                                 |           |
|          | Isabelle de Coimbra (1432-1455)   | - Alphonse V de Portugal (mariage en 1447)  | - Reine de Portugal (1447-1455)                                                                     | - Princesse de la maison d'Aviz. Fille de Pierre de Portugal et d'Isabelle d'Urgell. - Mère de Jeanne de Portugal et de Jean II de Portugal. |           |
|          | Jeanne de Castille (1462-1530)    | - Alphonse V de Portugal (mariage en 1475)  | - Princesse des Asturies (de plein droit, 1462-1465 puis 1470-1474) - Reine de Portugal (1475-1481) | - Princesse de la maison de Trastamare. Fille d'Henri IV de Castille et de Jeanne de Portugal. |           |
|          | Éléonore de Viseu (1458-1525)     | - Jean II de Portugal (mariage en 1470)     | - Reine de Portugal (1481-1495)                                                                     | - Princesse de la maison d'Aviz. Fille de Ferdinand du Portugal et de Béatrice de Portugal. - Mère d'Alphonse de Portugal. |           |

### Branche de Beja (1495-1580)
| Portrait | Nom (dates)                       | Époux                                                                                 | Titres | Eléments biographiques | Armoiries |
| -------- | --------------------------------- | ------------------------------------------------------------------------------------- | --- | --- | --------- |
|          | Isabelle d'Aragon (1470-1498)     | - Alphonse de Portugal (mariage en 1490) - Manuel Ier de Portugal (mariage en 1497)   | - Princesse des Asturies (de plein droit, 1478-1480 puis 1497-1498) - Princesse héritière du Portugal (1490-1491) - Reine de Portugal (1497-1498) | - Princesse de la maison de Trastamare. Fille de Ferdinand II d'Aragon et d'Isabelle Ire de Castille. - Mère de Miguel de la Paz de Portugal.                                                                                             |           |
|          | Marie d'Aragon (1482-1517)        | - Manuel Ier de Portugal (mariage en 1500)                                            | - Reine de Portugal (1500-1517) | - Princesse de la maison de Trastamare. Fille de Ferdinand II d'Aragon et d'Isabelle Ire de Castille. - Mère de Jean III de Portugal, d'Isabelle de Portugal, de Béatrice de Portugal, d'Alphonse de Portugal et d'Henri Ier de Portugal. |           |
|          | Éléonore de Habsbourg (1498-1558) | - Manuel Ier de Portugal (mariage en 1519) - François Ier de France (mariage en 1530) | - Reine de Portugal (1519-1521) - Reine de France (1530-1547)                                                                                     | - Princesse de la maison de Habsbourg. Fille de Philippe d'Autriche et de Jeanne Ire de Castille. - Mère de Marie de Portugal. |           |
|          | Catherine de Castille (1507-1578) | - Jean III de Portugal (mariage en 1525)                                              | - Reine de Portugal (1525-1557) - Régente de Portugal (1557-1562)                                                                                 | - Princesse de la maison de Habsbourg. Fille de Philippe d'Autriche et de Jeanne Ire de Castille. - Mère de Marie-Manuelle de Portugal et de Jean de Portugal.                                                                            |           |

## Dynastie de Habsbourg (1580-1640)
| Portrait | Nom (dates)                              | Époux                                      | Titres | Eléments biographiques | Armoiries |
| -------- | ---------------------------------------- | ------------------------------------------ | --- | --- | --------- |
|          | Marguerite d'Autriche-Styrie (1584-1611) | - Philippe III d'Espagne (mariage en 1599) | - Reine d'Espagne, de Portugal, de Naples et de Sicile, duchesse de Milan (1599-1611)                                                               | - Princesse de la maison de Habsbourg. Fille de Charles II d'Autriche-Styrie et de Marie-Anne de Bavière. - Mère d'Anne d'Autriche, de Philippe IV d'Espagne, de Marie-Anne d'Autriche, Charles d'Autriche et de Ferdinand d'Autriche. |           |
|          | Élisabeth de France (1602-1644)          | - Philippe IV d'Espagne (mariage en 1615)  | - Princesse des Asturies (1615-1621) - Reine d'Espagne, de Portugal, de Naples et de Sicile, duchesse de Milan, souveraine des Pays-Bas (1621-1644) | - Princesse de la maison de Bourbon. Fille d'Henri IV de France et de Marie de Médicis. - Mère de Balthazar-Charles d'Autriche et de Marie-Thérèse d'Autriche.                                                                         |           |

## Dynastie de Bragance (1640-1910)

### Branche directe (1640-1853)
| Portrait | Nom (dates)                                             | Conjoint(e)                                                                           | Titres | Eléments biographiques | Armoiries |
| -------- | ------------------------------------------------------- | ------------------------------------------------------------------------------------- | --- | --- | --------- |
|          | Louise-Françoise de Guzmán (1613-1666)                  | - Jean IV de Portugal (mariage en 1633)                                               | - Duchesse de Bragance (1633-1640) - Reine de Portugal (1640-1656) - Régente de Portugal (1656-1662)                                                         | - Princesse de la maison de Guzmán. Fille de Juan Manuel Perez de Guzman et de Juana Lorenza Gomez de Sandoval y Lacerda. - Mère de Catherine de Bragance, d'Alphonse VI de Portugal et de Pierre II de Portugal. |           |
|          | Marie-Françoise-Élisabeth de Savoie-Nemours (1646-1683) | - Alphonse VI de Portugal (mariage en 1666) - Pierre II de Portugal (mariage en 1668) | - Reine de Portugal (1666-1668 puis 1683) - Duchesse de Bragance (1668-1683)                                                                                 | - Princesse de la maison de Savoie-Nemours. Fille de Charles-Amédée de Savoie-Nemours et d'Élisabeth de Bourbon-Vendôme. - Mère d'Isabelle-Louise de Portugal. |           |
|          | Marie-Sophie de Neubourg (1666-1699)                    | - Pierre II de Portugal (mariage en 1687)                                             | - Reine de Portugal (1687-1699) | - Princesse de la maison de Wittelsbach. Fille de Philippe-Guillaume de Neubourg et d'Élisabeth-Amélie de Hesse-Darmstadt. - Mère de Jean V de Portugal, de François de Portugal, d'Antoine-François de Portugal, de Manuel-François de Portugal et de Françoise-Josèphe de Portugal.                                                                       |           |
|          | Marie-Anne d'Autriche (1683-1754)                       | - Jean V de Portugal (mariage en 1708)                                                | - Reine de Portugal (1708-1750) - Régente de Portugal (1742-1750)                                                                                            | - Princesse de la maison de Habsbourg. Fille de Léopold Ier du Saint-Empire et d'Éléonore de Neubourg. - Mère de Marie-Barbara de Portugal, de Joseph Ier de Portugal et de Pierre III de Portugal. |           |
|          | Marie-Anne-Victoire d'Espagne (1718-1781)               | - Joseph Ier de Portugal (mariage en 1729)                                            | - Princesse du Brésil et duchesse de Bragance (1729-1750) - Reine de Portugal (1750-1777)                                                                    | - Princesse de la maison de Bourbon. Fille de Philippe V d'Espagne et d'Élisabeth Farnèse. - Mère de Marie Ire de Portugal, de Marie-Anne-Françoise de Portugal, de Marie-Dorothée de Portugal et de Bénédicte de Portugal. |           |
|          | Pierre III de Portugal (1717-1786)                      | - Marie Ire de Portugal (mariage en 1760)                                             | - Roi de Portugal Jure uxoris (1777-1786) | - Prince de la maison de Bragance. Fils de Jean V de Portugal et de Marie-Anne d'Autriche. - Père de Joseph de Portugal, de Jean VI de Portugal et de Marie-Anne-Victoire de Portugal. |           |
|          | Charlotte-Joachime d'Espagne (1775-1830)                | - Jean VI de Portugal (mariage en 1785)                                               | - Princesse du Brésil et duchesse de Bragance (1788-1816) - Princesse royale de Portugal (1815-1816) - Reine de Portugal (1816-1826)                         | - Princesse de la maison de Bourbon. Fille de Charles IV d'Espagne et de Marie-Louise de Parme. - Mère de Marie-Thérèse de Portugal, de Marie-Isabelle de Portugal, de Pierre Ier du Brésil, de Marie-Françoise de Portugal, d'Isabelle-Marie de Portugal, de Michel Ier de Portugal, de Marie Assomption de Portugal et d'Anne de Jésus Marie de Portugal. |           |
|          | Marie-Léopoldine d'Autriche (1797-1826)                 | - Pierre Ier du Brésil (mariage en 1817)                                              | - Princesse royale de Portugal et duchesse de Bragance (1817-1826) - Impératrice du Brésil (1822-1826) - Régente du Brésil (1822) - Reine de Portugal (1826) | - Princesse de la maison de Habsbourg-Lorraine. Fille de François Ier d'Autriche et de Marie-Thérèse de Bourbon-Naples. - Mère de Marie II de Portugal, de Janvière du Brésil, de Françoise du Brésil et de Pierre II du Brésil. |           |
|          | Auguste de Leuchtenberg (1810-1835)                     | - Marie II de Portugal (mariage en 1835)                                              | - Prince consort de Portugal (1835) | - Prince de la maison de Beauharnais. Fils d'Eugène de Beauharnais et d'Augusta-Amélie de Bavière. |           |
|          | Ferdinand II de Portugal (1816-1885)                    | - Marie II de Portugal (mariage en 1836)                                              | - Prince consort de Portugal (1836-1837) - Roi de Portugal Jure uxoris (1837-1853)                                                                           | - Fils de Ferdinand de Saxe-Cobourg et Gotha et d'Antoinette de Koháry. - Père de Pierre V de Portugal, de Louis Ier de Portugal, de Jean de Portugal, de Marie-Anne de Portugal, d'Antonia de Portugal, de Ferdinand de Portugal et d'Auguste de Portugal.                                                                                                 |           |

### Branche de Bragance-Saxe-Cobourg et Gotha (1853-1910)
| Portrait | Nom (dates)                                       | Conjoint(e)                                                                  | Titres                                                                                             | Eléments biographiques | Armoiries |
| -------- | ------------------------------------------------- | ---------------------------------------------------------------------------- | -------------------------------------------------------------------------------------------------- | --- | --------- |
|          | Stéphanie de Hohenzollern-Sigmaringen (1837-1859) | - Pierre V de Portugal (mariage en 1858)                                     | - Reine de Portugal (1858-1859)                                                                    | - Fille de Charles-Antoine de Hohenzollern-Sigmaringen et de Joséphine de Bade.                                                                                             |           |
|          | Maria Pia de Savoie (1847-1911)                   | - Louis Ier de Portugal (mariage en 1862)                                    | - Reine de Portugal (1862-1889)                                                                    | - Princesse de la maison de Savoie. Fille de Victor-Emmanuel II d’Italie et d'Adélaïde de Habsbourg-Lorraine. - Mère de Charles Ier de Portugal et d'Alphonse de Bragance.  |           |
|          | Amélie d'Orléans (1865-1951)                      | - Charles Ier de Portugal (mariage en 1886)                                  | - Princesse royale de Portugal et duchesse de Bragance (1886-1889) - Reine de Portugal (1889-1908) | - Princesse de la quatrième maison d'Orléans. Fille de Philippe d’Orléans et de Marie-Isabelle d'Orléans. - Mère de Louis-Philippe de Bragance et de Manuel II de Portugal. |           |
|          | Augusta-Victoria de Hohenzollern (1890-1966)      | - Manuel II de Portugal (mariage en 1913) - Robert Douglas (mariage en 1939) | - Reine titulaire de Portugal (1913-1932) - Comtesse von Douglas-Langenstein (1939-1955)           | - Princesse de la maison de Hohenzollern-Sigmaringen. Fille de Guillaume de Hohenzollern-Sigmaringen et de Marie-Thérèse de Bourbon-Siciles.                                |           |